# Заосиновка
Заосиновка — упразднённая в 2018 году деревня в Опаринском районе Кировской области. Входила в Опаринское городское поселение.

## География
Находилась на расстоянии примерно 39 километра по прямой на запад-юго-запад от районного центра поселка Опарино недалеко от южной границы села Молома.

## История
Известна с 1891 года.
Снята с учёта 21.12.2018.

## Население
| 2010 |
| ---- |
| 0    |

в 1926 году 44 жителя, в 1950 году — 25, в 1989 году не было постоянных жителей

### Национальный состав
Согласно результатам переписи 2002 года в деревне проживал один житель русской национальности.

## Инфраструктура
Было личное подсобное хозяйство. В 1926 году 8 дворов, в 1950 году — 6.

## Транспорт
Просёлочная дорога.